# 斯尼亞滕卡
49°24′12″N 23°29′14″E / 49.40333°N 23.48722°E
斯尼亞滕卡（羅馬化：Sniatynka）是烏克蘭的村落，位於該國西部利維夫州，由德羅霍貝奇區負責管轄，始建於1060年，面積1.59平方公里，2001年人口924，人口密度每平方公里581.1人。